# Cleora frigescens
Cleora frigescens là một loài bướm đêm trong họ Geometridae.